# Senatore a vita
Prende il nome di senatore a vita un membro permanente del senato. La carica è prevista dall'ordinamento giuridico di alcuni Paesi, limitatamente alla persona degli ex Presidenti della Repubblica (Burundi, Repubblica Democratica del Congo, Ruanda e, senza diritto di voto, il Paraguay). La nomina a vita è inoltre prevista per la maggior parte dei membri della Camera dei Lord del Regno Unito, che tuttavia esercita poteri effettivi estremamente limitati nel processo legislativo. L'Italia e la Russia prevedono la carica di Senatore a vita sia per gli ex Presidenti della Repubblica sia, unici paesi al mondo, per un numero limitato di cittadini particolarmente illustri e meritevoli.

## Stati che prevedono i senatori a vita

### Burundi
Sono senatori a vita gli ex presidenti della repubblica del Burundi.
Tuttora sono due gli ex presidenti senatori a vita: Sylvestre Ntibantunganya e Domitien Ndayizeye.

### Italia
In Italia in base all'articolo 59 della Costituzione della Repubblica Italiana, l'appartenenza a vita al Senato della Repubblica è prevista:
- per i presidenti emeriti della Repubblica, salvo loro rinuncia, detti "senatori di diritto e a vita";
- per cittadini italiani che abbiano «illustrato la Patria per altissimi meriti nel campo sociale, scientifico, artistico e letterario», nominati dal presidente della Repubblica, che sono usualmente definiti "senatori a vita di nomina presidenziale" e non possono essere più di cinque.

### Paraguay
In base all'articolo 189 della Costituzione del Paraguay del 1969 ed emendata nel 1992, sono senatori a vita gli ex presidenti della repubblica eletti democraticamente, purché non destituiti per impeachment. Essi, tuttavia, sono privi di diritto di voto e non concorrono al raggiungimento del quorum. Dal 4 settembre 2008 è senatore a vita l'ex presidente Nicanor Duarte.

### Regno Unito
Nel Regno Unito i pari laici (Lord temporali) della Camera dei Lord sono nominati a vita, mentre i Lord spirituali, che ne fanno parte in virtù della loro carica ecclesiastica (sono anche vescovi nella Chiesa anglicana) decadono al compimento del settantesimo anno di età. Tuttavia a partire dall'inizio del '900 vi sono stati interventi legislativi che hanno limitato drasticamente i poteri della Camera dei Lord rispetto a quelli della Camera dei Comuni (il Parliament Act 1911 ed il Parliament Act 1949), riducendoli di fatto alla sola possibilità di rallentare brevemente le procedure di approvazione delle leggi, con la sola eccezione di una ipotetica decisione della Camera dei Comuni di estendere unilateralmente la durata del proprio mandato, sulla quale la Camera dei Lord manterrebbe invece un pieno diritto di veto.

### Repubblica Democratica del Congo
La Costituzione del 2006, all'articolo 104, riconosce il diritto a fare permanentemente parte del Senato della Repubblica Democratica del Congo agli ex presidenti della Repubblica eletti. Ad oggi l'unico ex presidente in vita è Joseph Kabila.
Anche l'art.75 della costituzione del 1964 in vigore fino al 1967 prevedeva la carica di senatore a vita per gli ex presidenti.

### Ruanda
La Costituzione del Ruanda, all'articolo 82, permette di diventare membri a vita del Senato agli ex presidenti della Repubblica che avanzino richiesta presso la Corte suprema.

### Russia
In Russia la carica di senatore a vita è stata istituita a seguito della riforma costituzionale del 2020. Secondo la nuova versione della Costituzione russa, il presidente ha il diritto di nominare 30 senatori per i servizi resi al Paese nell'ambito dell'attività statale e pubblica, 7 dei quali possono essere nominati a vita. Inoltre gli ex presidenti (ad eccezione di quelli che sono stati messi sotto accusa dalla carica) diventano senatori a vita, ma hanno il diritto di rifiutare questa carica. Ciò è stato ampiamente visto come una preparazione per una futura transizione di potere.

## Stati che non prevedono più i senatori a vita

### Brasile
Durante l'Impero del Brasile (1822–1889) l'imperatore sceglieva all'inizio di ogni legislatura un senatore a vita fra tre candidati eletti indirettamente come prevedeva il Capitolo III dagli artt. 40 al 51 della Costituzione del 1824. In totale furono 250 i senatori a vita brasiliani.

### Canada
I componenti del Senato canadese nato con il British North America Act, del 1867, venivano nominati a vita. In seguito al Constitution Act del 1965, tuttavia, i senatori devono andare in pensione dopo aver raggiunto i 75 anni d'età. Oggi non ci sono più senatori a vita presenti nel Senato canadese. Orville Howard Phillips, l'ultimo senatore a vita, si dimise dal suo incarico nel 1999.

### Cile
La Costituzione del 1980 prevedeva che diventassero senatori a vita gli ex presidenti del Cile. Due ex presidenti cileni sono diventati senatori a vita, il dittatore Augusto Pinochet Ugarte (1998–2002) e Eduardo Frei Ruiz-Tagle (2000–2006). La carica di senatore a vita è stata abolita nel 2005.

### Francia
In Francia durante la Terza Repubblica (1871-1940) il Senato francese era composto da 300 membri di cui 75 a vita (Sénateur inamovible). La carica venne introdotta nel 1875 e abolita nel 1884 tranne per quelli in carica, similmente alla Camera dei pari esistente dal 1814 al 1848 che anch'essa prevedeva l'incarico a vita. I senatori a vita furono in tutto 116, l'ultimo in carica fu Émile Deshayes de Marcère che morì nel 1918.

### Nicaragua
L'art. 127 della Costituzione del 1974 prevedeva la carica di senatori a vita per gli ex Presidenti del Nicaragua.

### Perù
La Costituzione del 1979 in vigore fino al 1993 prevedeva la carica di senatore a vita per gli ex presidenti del Perù e ricoprirono questa carica gli ex presidenti José Luis Bustamante y Rivero, Fernando Belaúnde Terry e Alan García Pérez. Con la Costituzione del 1993 venne abolito il Senato e istituito un unico Congresso unicamerale.

### Romania
I senatori a vita (senator de drept) erano previsti dalla Costituzione del 1923 nel Senato per:
- l'erede al trono
- i vescovi metropolitani e vescovi diocesani delle chiese ortodosse e greco-cattoliche
- il presidente dell'Accademia rumena
- gli ex presidenti del Consiglio dei Ministri
- gli ex ministri con almeno sei anni di anzianità
- gli ex presidenti di entrambe le camere legislative che detenevano questa funzione per almeno otto sessioni ordinarie
- gli ex senatori e deputati eletti in almeno dieci legislature, indipendentemente dalla loro durata
- gli ex presidenti dell'Alta corte di cassazione e giustizia
- i generali in riserva e in pensione
- gli ex presidenti delle Assemblee Nazionali di Chișinău in Bessarabia, Černivci (Cernăuți) in Bucovina e Alba Iulia in Transilvania, che proclamarono l'unione delle loro rispettive province con la Romania nel 1918

I senatori a vita erano previsti anche dalla Costituzione del 1938 che fu abolita assieme al Senato il 15 luglio 1946, dal governo di Petru Groza del Partito Comunista Rumeno.
La Costituzione del 1991 ricostituì il Senato ma senza i senatori a vita.

### Somalia
Una variazione durante il periodo della Repubblica Somala (1960-1969) prevedeva la possibilità di diventare deputati a vita per gli ex presidenti, secondo il paragrafo 4 dell'art.51 della Costituzione del 1960..

### Venezuela
In Venezuela era in vigore tra il 1961 e il 1999. Sotto la Costituzione del 1961, gli ex presidenti: Rómulo Betancourt (1964-1981), Raúl Leoni (1969-1972), Rafael Caldera (1974-1994 e 1999), Carlos Andrés Pérez (1979 -1989 e 1994-1996), Luís Herrera Campíns (1984-1999) e Jaime Lusinchi (1989-1999). Questa prerogativa fu soppressa nella Costituzione del 1999, che soppresse il Senato e istituì l'Assemblea nazionale unicamerale.

## Tabella riepilogativa
| Stato        | Senatori | a vita |
| ------------ | -------- | ------ |
| Burundi      | 41       | 2      |
| Italia       | 205      | 5      |
| Paraguay     | 46       | 1      |
| RD del Congo | 109      | 1      |
| Regno Unito  | 813      | 787    |
| Ruanda       | 26       | 0      |
| Russia       | 178      | 0      |